# Mungiki
Mungiki je politicko-náboženská sekta a zločinecký gang v Keni. Sdružuje výlučně příslušníky kmene Kikujů a spřáteleného kmene Meruů. Mungiki vzniklo na konci 80. let 20. století jako hnutí bojující za práva kikujských rolníků ohrožených pozemkovou politikou prezidenta Daniela arap Moie zvýhodňující jeho vlastní kmen Kalendžinů. Postupně se hnutí transformovalo v sektu s vlastním mysterijním náboženstvím a ambiciózními politickými cíli. Hlavním záměrem je nastolit v Keni vlastní vládu a pravidla. Již kolem roku 1990 žádali její stoupenci vytvoření samostatného království Kirinjaga, které by spojilo všechny Kikuje. Tyto snahy tehdy vláda i opozice jednoznačně odsoudily. Před volbami roku 1997 prezident označil sektu nikoli za náboženské, ale politické uskupení ke sjednocení
Kikujù v zemi. Mungiki ovládají podsvětí, obchod se zbraněmi, drogami a odpadky. K přívržencům sekty patří i kikujští poslanci keňského parlamentu. Během nepokojů po volbách po volbách v prosinci 2007 rozpoutali Mungiki kmenové čistky a etnicky motivované vraždy. Od roku 2002 je sekta postavena mimo zákon, její vliv však neslábne. 
7. ledna 2003 vyvolali v Nairobi útok s oběťmi na životech na stranách sekty i policie.

## Náboženská praxe
Mungiki hlásají návrat k původním africkým tradicím, odmítají pokrok, euroamerickou kulturu a křesťanství. Praktikují náboženské rituály, při nichž obětují kozy či kohouty. Jedním z hlavních přikázání je mužská i ženská obřízka. Sekta má statisíce členů, je rozdělena do buněk o padesáti členech, kteří neznají nikoho dalšího v hierarchii. Sekta verbuje nové členy i užitím násilí. Hlavou Mungiki je bohatý kikujský obchodník Maina Njenga (v současnosti ve vězení).